# Reinsdorf, Burgenland
Reinsdorf là một đô thị thuộc huyện Burgenland, bang Sachsen-Anhalt, Đức. Đô thị Reinsdorf, Burgenland có diện tích 7,57 kilômét vuông, dân số thời điểm ngày 31 tháng 12 năm 2006 là 582 người.